# Franz II. von Taxis
Franz II. von Taxis (* um 1514 in Mechelen; † zwischen dem 22. und 31. Dezember 1543 in Brüssel) war nach dem Tod seines Vaters Johann Baptista von Taxis oberster Postmeister Kaiser Karls V. 
Bereits am 5. August 1536 verlieh ihm Karl V. die Anwartschaft auf die Nachfolge seines Vaters im Amt des Generaloberstpostmeisters.
Wegen seiner kurzen Amtszeit ist über sein Wirken, mit Ausnahme von einigen Urkunden, nur wenig bekannt. 
In die Amtszeit von Franz II. von Taxis fiel die Bestätigung der Übereignung der Postämter Bobenheim bei Worms, Diedelsheim und Rheinhausen, sowie 1543 die Verleihung der kaiserlichen Postämter Augsburg und Roßhaupten (Rochapt) bei Scheppach auf Lebenszeit an Seraphin I. von Taxis. Nach dessen Tod sollten beide Postämter an das Generalpostmeisteramt zurückfallen. Ferner hatte Franz II. 1541 das Postamt zu Venedig seinem Vetter Roger von Taxis verliehen, was aus einer kaiserlichen Bestätigung vom 20. Juli 1541 hervorgeht.
Am 9. Februar 1542 schloss er mit seinem Bruder Raimond, dem correyo major in Spanien und  seinem Onkel Simon, der das kaiserliche Postamt in Mailand leitete, ein Abkommen, das die gegenseitigen Kompetenzen regelte. 
Franz II. von Taxis wurde nach seinem Tod zwischen dem 22. und 31. Dezember 1543 in der Brüsseler Kirche Notre Dame du Sablon beigesetzt.
Bereits am 31. Dezember 1543 übertrug Karl V. das Amt des Generalpostmeisters an den noch minderjährigen Leonhard I. von Taxis, einen Bruder von Franz II. von Taxis.